# Hyperolius nienokouensis
Hyperolius nienokouensis és una espècie de granota de la família dels hiperòlids que viu a Costa d'Ivori.
Està amenaçada d'extinció per la pèrdua del seu hàbitat natural.